# Petrila
Petrila (ungarisch Petrilla) ist eine Kleinstadt im Kreis Hunedoara in der Region Siebenbürgen in Rumänien. 

## Geographische Lage
Petrila liegt am Fluss Jiul de Est (deutsch Östlicher Schil), zwischen den Gebirgen  Șureanu im Norden und Parâng im Süden. An der Kreisstraße (drum județean) DJ 709K befindet sich die Kleinstadt etwa vier Kilometer östlich der Europastraße 79 und von Petroșani entfernt. Die Kreishauptstadt Deva (Diemrich) liegt ca. 90 Kilometer nordwestlich von Petrila entfernt.

## Geschichte
Die Region von Petrila war lange Zeit dünn besiedelt, vorwiegend von Viehhirten. Ende des 15. Jahrhunderts wurde die Ortschaft erstmals urkundlich erwähnt.
Einen  bedeutsamen Aufschwung nahm Petrila, nachdem im 18. Jahrhundert bedeutsame Steinkohlevorkommen entdeckt und 1859 in Petrila ein Bergwerk in Betrieb ging. Der Bergbau war vom letzten Drittel des 19. Jahrhunderts an und das ganze 20. Jahrhundert hindurch der wichtigste Industriezweig der Stadt. Zeitweise arbeiteten im Bergwerk Petrila 5000 Bergleute. Die höchste Jahresförderung wurde 1983 mit 1,2 Mio. Tonnen Steinkohle erreicht.
Als der rumänische Staat mit dem allmählichen Übergang zur Marktwirtschaft nach 1990 seine Subvention des Bergbaus abzubauen begann, sank auch in Petrila die Förderung drastisch; 2014 waren es noch 110.000 Tonnen. Am 15. November 2008 kam es im Bergwerk Petrila zu zwei Explosionen, die insgesamt 13 Todesopfer forderten. Ende Oktober 2015 wurde das Bergwerk Petrila stillgelegt. Zuletzt waren dort noch etwa 300 Bergleute beschäftigt.

## Bevölkerung
1850 waren in Petrila, das damals noch zum Königreich Ungarn gehörte, 2075 Einwohner registriert, davon 2016 Rumänen und 59 Zigeuner. Im Jahr 1920 war die Einwohnerzahl auf etwa 10.600 gestiegen, wovon sich 5500 als  Rumänen, 3300 als Ungarn und 800 als Deutsche bezeichneten. Bis 1992 war ein weiterer Bevölkerungszuwachs zu verzeichnen (29.000). Seitdem sinkt die Einwohnerzahl langsam. Bei der Volkszählung 2002 lebten in Petrila 25.840 Personen, davon 23.668 Rumänen, 1509 Ungarn, 153 Roma und 73 Deutsche.

## Verkehr
Petrila hat keinen Bahnanschluss für den Personenverkehr. Vom nahe gelegenen Petroșani kommt eine normalspurige Anschlussbahn, die dem Güterverkehr (vor allem Kohle) dient. Von dort führt eine Schmalspurbahn mit der seltenen Spurweite von 790 mm nach Lonea. Früher diente diese auch dem Holztransport, seit Jahren wird allerdings nur mehr Kohle befördert.
Nach Petroșani verkehren mehrfach täglich Busse.

## Söhne und Töchter der Stadt
- Ferenc Doór (1918–2015), Maler und Grafiker
- Ladislau Schmidt (1930–1994), Künstler und Bildhauer[7]
- Josef Kappl  (* 1950), deutscher Musiker, Bassist und Komponist

## Sehenswürdigkeiten
Petrila ist ein möglicher Ausgangspunkt für Ausflüge in die umgebenden Gebirge; erwähnenswert sind die Taia- und die Jieț-Schlucht.